# Bongo Maffin

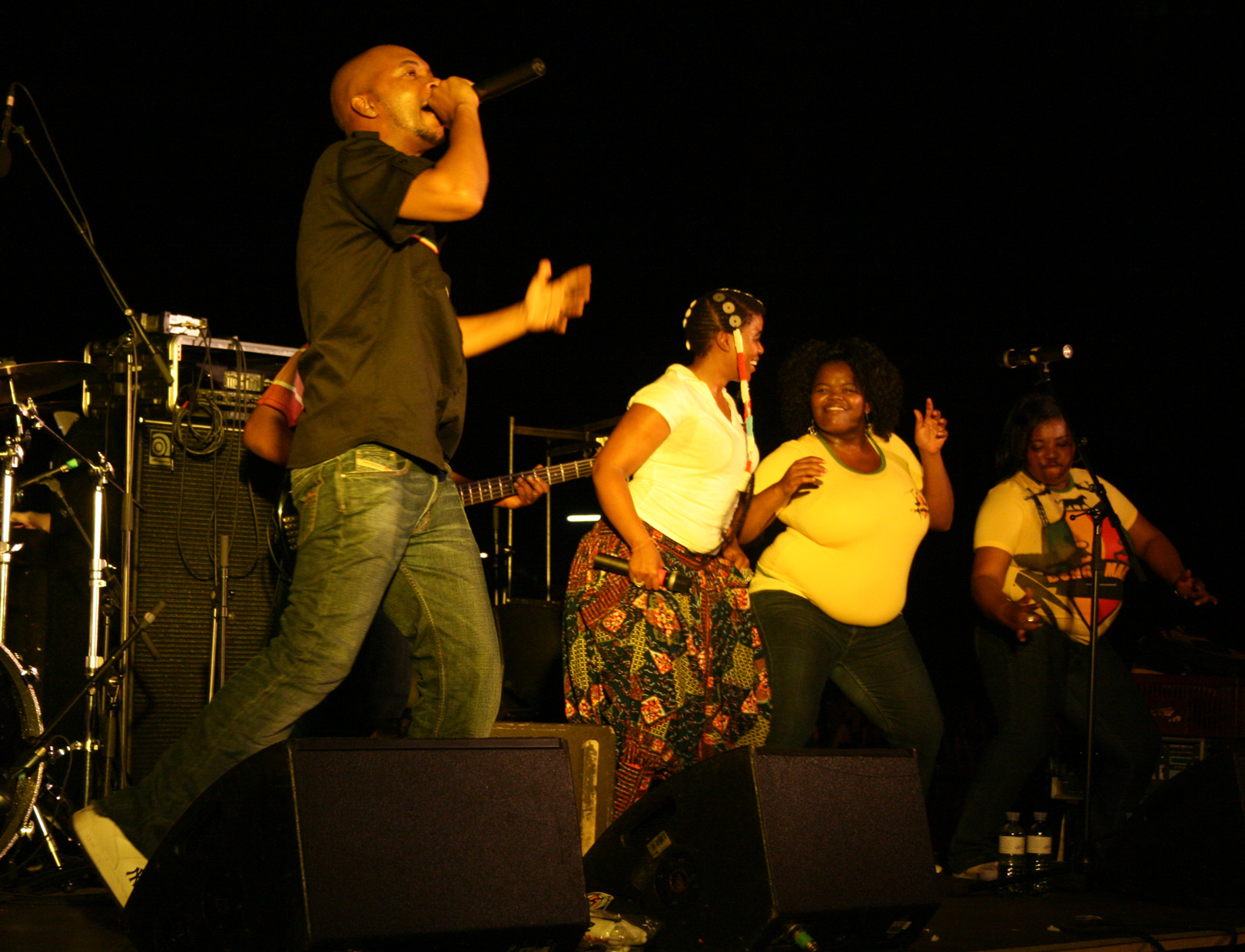
Performance da banda no sul da África

Bongo Maffin é um grupo musical kwaito sul-africano formado em Joanesburgo, em 1996. Eles lançaram o seu primeiro álbum de estúdio, The Concerto, em 1998, seguido por Bongolution (2001) e New Construction (2005). A vocalista Thandiswa Mazwai publicou o seu primeiro álbum solo, Zabalaza, em 2006.